# Verenigde Staten op de Olympische Zomerspelen 1964
De Verenigde Staten namen deel aan de Olympische Zomerspelen 1964 in Tokio, Japan. De Amerikanen veroverden de eerste plaats in het medailleklassement terug van de Sovjet-Russen.

## Medailles
| Amerikaans basketbalteam | Amerikaans basketbalteam |
| --- | ------------------------ |
| Jim Barnes Bill Bradley Larry Brown Joe Caldwell Mel Counts Richard Davies Walt Hazzard Lucious Jackson Pete McCaffrey Jeff Mullins Jerry Shipp George Wilson |                          |

| Amerikaans acht | Amerikaans acht |
| --- | --------------- |
| Joseph Amlong Thomas Amlong Harold Budd Emory Clark Stanley Cwiklinski Hugh Foley Bill Knecht William Stowe Róbert Zimonyi |                 |

## Resultaten en deelnemers per onderdeel

### Wielersport
Mannen individuele wegwedstrijd
- John Allis — 4:39:51.79 (→ 70e plaats)
- Michael Hiltner — 4:39:51.79 (→ 79e plaats)
- Thomas Montemage — niet gefinisht (→ niet geklasseerd)
- Raymond Castilloux — niet gefinisht (→ niet geklasseerd)

### Volleybal

#### Mannentoernooi
- Groepsfase
  - Versloeg Nederland (3-0)
  - Versloeg Zuid-Korea (3-2)
  - Verloor van Hongarije (0-3)
  - Verloor van Tsjecho-Slowakije (0-3)
  - Verloor van Japan (1-3)
  - Verloor van Bulgarije (0-3)
  - Verloor van Sovjet-Unie (0-3)
  - Verloor van Brazilië (2-3)
  - Verloor van Roemenië (1-3) → Negende plaats
- Spelers
  - Mike Bright
  - Barry Brown
  - Keith Erickson
  - Bill Griebenow
  - Richard Hammer
  - Jacob Highland
  - Ron Lang
  - Charles Nelson
  - Mike O'Hara
  - Ernie Suwara
  - John Taylor
  - Pedro Velasco
- Hoofdcoach: Harry Wilson

#### Vrouwentoernooi
- Groepsfase
  - Verloor van Japan (0-3)
  - Verloor van Polen (0-3)
  - Verloor van Roemenië (0-3)
  - Verloor van Sovjet-Unie (0-3)
  - Versloeg Zuid-Korea (3-0) → Vijfde plaats
- Spelers
  - Jean Gaertner
  - Lou Galloway
  - Barbara Harweth
  - Patti Lucas-Bright
  - Linda Murphy
  - Gail O'Rourke
  - Nancy Owen
  - Mary Jo Peppler2
  - Mary Margaret Perry
  - Sharon Peterson
  - Verneda Thomas
  - Jane Ward
- Hoofdcoach: Doc Burroughs

Afghanistan · Algerije · Argentinië · Australië · Bahama's · België · Bermuda · Birma · Bolivia · Brazilië · Brits-Guiana · Bulgarije · Cambodja · Canada · Ceylon · Chili · Colombia · Congo-Brazzaville · Costa Rica · Cuba · Denemarken · Dominicaanse Republiek · Duits eenheidsteam · Ethiopië · Filipijnen · Finland · Frankrijk · Ghana · Griekenland · Groot-Brittannië · Hongarije · Hongkong · Ierland · IJsland · India · Irak · Iran · Israël · Italië · Ivoorkust · Jamaica · Japan · Joegoslavië · Kameroen · Kenia · Libanon · Liberia · Libië · Liechtenstein · Luxemburg · Madagaskar · Maleisië · Mali · Marokko · Mexico · Monaco · Mongolië · Nederland · Nederlandse Antillen · Nepal · Nieuw-Zeeland · Niger · Nigeria · Noord-Rhodesië · Noorwegen · Oeganda · Oostenrijk · Pakistan · Panama · Peru · Polen · Portugal · Puerto Rico · Roemenië · Senegal · Sovjet-Unie · Spanje · Taiwan · Tanganyika · Thailand · Trinidad en Tobago · Tsjaad · Tsjecho-Slowakije · Tunesië · Turkije · Uruguay · Venezuela · Verenigde Arabische Republiek · Verenigde Staten · Vietnam · Zuid-Korea · Zuid-Rhodesië · Zweden · Zwitserland